# 오자키촌 (오카야마현)
오자키촌(大崎村)은 오카야마현 쇼난군·가쓰타군에 설치되었던 촌이다. 현재의 쓰야마시에 해당한다.